# Galileo Regio

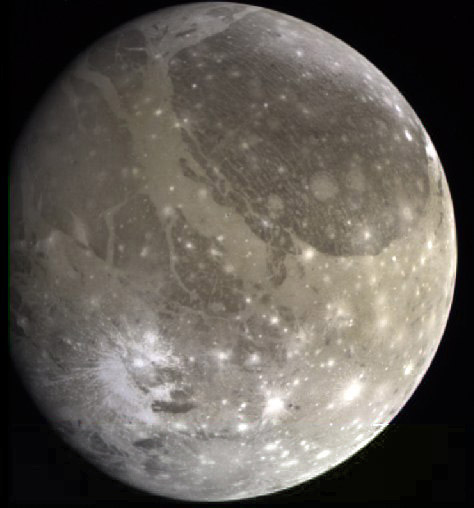
Měsíc Ganymed

Galileo Regio je velký tmavý povrchový útvar na Jupiterově měsíci Ganymedu.
Jedná se o region starého tmavého materiálu, který byl rozbit tektonickými pohyby a nyní je obklopen mladším světlejším materiálem, který se na povrch dostal z nitra měsíce. Materiál regionu je starý asi 4 miliardy let a je silně pokryt krátery, má také neobvyklou distribuci brázd a hladkého povrchu, což zavdalo spekulacím o jeho původu. Podle všeho měl Ganymed dříve na rovníku poměrně tenkou kůru. 
Region je na jihozápadě ohraničen žlabem Uruk Sulcus, který jej odděluje od Marius Regio.